# الكسندر كينيدي ميلر
الكسندر كينيدي ميلر (بالإنجليزية: Alexander Kennedy Miller)‏ هو مهندس أمريكي، ولد في 14 يوليو 1906، وتوفي في 23 أكتوبر 1993.